# Félix Guattari
Pierre-Félix Guattari, francoski psihoterapevt, filozof in aktivist, * 30. april 1930, Oise, Francija, † 29. avgust 1992, Cour-Cheverny, Center, Francija.

## Življenje
Rodil se je družini delavskega razreda, živeči v predmestju severozahodnega Pariza. Nanj je sredi dvajsetega stoletja odločilno vplival "trening" psihoanalitika Jacquesa Lacana. Za tem je delal na eksperimentalni psihiatrični kliniki La Borde pod vodstvom Lacanovega učenca, psihiatra Jeana Ouryja. Na kliniki je razvil novo vrsto psihoanalize, sestavljeno iz suspenza, klasične analize in odprtega soočanja v skupinski terapiji.
Med leti 1955 in 1965 je bil Guattari urednik časopisa La voie Communiste (Komunistični način). Bil je podpornik boja proti kolonializmu in italijanskih avtonomistov. Bil je ustanovitelj Zveze skupin za institucionalne študije in raziskave (F.G.E.R.I.), ki je delovala na področju filozofije, psihoanalize, arhitekture, izobraževanja, matematike itd. Ta zveza je odražala Guattarijevo angažiranost v politiki in kulturi; na primer: prijateljstvo med Francozi in Kitajci, opozicijska aktivnost v vojni v Alžiriji in Vietnamu, različne študije na področju arhitekture, in sicer na projektu gradnje bolnišnice za "študente in mlade delavce" itd.
Leta 1967 je bil eden od ustanoviteljev Organizacije solidarnosti in pomoči latinskoameriški revoluciji (OSARLA). Leto za tem je spoznal Daniela Cohn-Bendita, Jean-Jacquesa Lebela, in Juliana Becka. Bil je udeležen v obsežnih francoskih protestih leta 1968.
Kasneje je Guattari je pod vplivom poznanstva Gillesa Deleuzeja začel pisati zelo znano delo Anti Ojdip: kapitalizem in shizofrenija, ki analizira odnos želje in realnosti kapitalistične družbe, ki ga je Michel Foucault opisal kot uvod v nefašistično življenje.
Leta 1970 je ustvaril center za študij in raziskovanje inštitucionalne formacije, ki je razvil pristop, ki je bil raziskan v reviji Recherches.
Leta 1973 je bil kaznovan zaradi razžalitve, ker je objavil vprašanje Recherchesa o homoseksualnosti.
Preden se je leta 1980 pridružil ekološkemu gibanju s svojo tako imenovano ekosofijo, je leta 1977 ustanovil CINEL za "nove prostore svobode".
V svojem zadnjem delu, Kaosmoza (Chaosmosis), se je Guattari vrnil k vprašanju subjektivnosti: "Kako jo ustvariti, zbrati, obogatiti, obnoviti trajno, da jo naredimo kompatibilno z mutantno Univerzo vrednosti"? To vprašanje in ta skrb se ponavljata skozi vsa njegova dela od Psihoanalitike in Transferzalnosi (zbirka člankov med leti 1957-1972), skozi Leta Zime (1980-1986) in shizoanalitičnih kartografij (1989), do dela "Kaj je filozofija", ki ga je napisal skupaj z Deleuzejem leta 1991.
Guattari je umrl leta 1992 zaradi srčne kapi, po njegovi smrti sta izšli Kaosofija (1995) in zbirka njegovih esejev, predavanj ter intervjujev (1996).

## Dela

### Dela, prevedena v angleščino:
- Molecular Revolution: Psychiatry and Politics (1984)
- Izbrani eseji iz Psychanalyse et transversalité (1972) in La révolution moléculaire (1977).
- The Machinic Unconscious (1979)
- Schizoanalytic Cartographies (1989)
- The Three Ecologies (1989)
- Chaosmosis: an Ethico-Aesthetic Paradigm (1992)
- Psychoanalysis and Transversality (2015). Zbrani eseji in intervjuji od 1955-1971
- Chaosophy (1995). Zbrani eseji in intervjuji od 1972 - 1977
- Soft Subversions (1996). Zbrani eseji in intervjuji od 1977 - 1985
- The Guattari Reader (1996). Zbrani eseji in intervjuji.
- The Anti-Oedipus Papers (2004). Zbirka besedil, napisanih leta 1969

Od tega kolaboracije:
- Anti-Oedipus (1972)
- Kafka: Towards a Minor Literature (1975)
- A Thousand Plateaus (1980)
- On the Line (1983). Vsebuje prevod dela "Rhizome" (1976)
- Nomadology: The War Machine. (1986). Prevod poglavja 12 dela "A Thousand Plateaus"
- What is Philosophy? (1991)
- Capitalism: A Very Special Delirium (1995).
- Communists Like Us (1985). Z Antonio Negri.
- Molecular Revolution in Brazil (1986). S Suely Rolnik.
- The Party without Bosses (2003), napisal Gary Genosko. Vsebuje pogovor iz leta 1982 med Guattarijem and Luiz Inácio Lula da Silvo, bivšim predsednikom Brazilije

### Neprevedena dela (francoska):
- La révolution moléculaire (1977, 1980). Verzija iz leta 1980 (edicija 10/18) Vsebuje eseje, ki        se znatno razlikujejo od vrezije iz leta 1977.
- Les années d'hiver, 1980-1985 (1986)
- Un Amour d'UIQ. Scénario pour un film qui manque, editirano s strani Graeme Thomsona in Silvia Maglionija (Paris, edicija Amsterdam, 2012. Ta edicija vsebuje veliko filmskih scenarije in veliko neobjavljenih arhivov)
- L’intervention institutionnelle (Paris: Petite Bibliothèque Payot, n. 382 - 1980). O institucionalni pedagogiki. Skupaj z Jacques Ardoino, G. Lapassade, Gerard Mendel, Rene Lourau.
- Pratique de l'institutionnel et politique (1985). Skupaj z Jean Oury and Francois Tosquelles.
- Desiderio e rivoluzione. Intervista a cura di Paolo Bertetto (Milan: Squilibri, 1977). Pogovor s Francom Berardijem (Bifo) in Paolo Bertetto